# شب‌خوانی
شب‌خوانی یکی از اشکال موسیقی بزمی ترکمن‌هاست. به این ترتیب که در طول شب‌های بلند زمستان یا در شب‌های ماه رمضان در مجالس و میهمانی‌های خصوصی، افرادی که از صدایی خوش بهره دارند یا افرادی که مهارتی در نواختن سازی دارند در آن مجالس به خواندن و نواختن می‌پردازند و سایرین را مسرور می‌کنند. شب‌خوانی در جشن تولد، ختنه‌سوران و عروسی نیز اجرا می‌شود.